# Pretorijanska prefektura Vzhod
Pretorijanska prefektura Vzhod (latinsko: praefectura praetorio Orientis, grško: ἐπαρχότης/ὑπαρχία τῶν πραιτωρίων τῆς ἀνατολῆς [éparhótes/ýparhía tōn praitōriōn anatolis]), ena od štirih velikih pretorijanskih prefektur, na katere je bilo razdeljeno pozno Rimsko cesarstvo. Obsegala je večji del Vzhodnega rimskega cesarstva. Sedež prefekture je bil v Konstantinoplu, njen prefekt pa druga najmočnejša oseba na Vzhodu. Močnejši je bil samo cesar, kateremu je prefekt služil kot prvi minister.

## Struktura
Prefektura je bila ustanovljena po smrti Konstantina Velikega leta 337, ko se je Rimsko cesarstvo razdelilo med njegove sinove. Vladar Vzhoda je postal Konstancij II. s pretorijanskim prefektom kot glavnim pomočnikom. Njegov del cesarstva je imel štiri, kasneje pet diocez, z več provincami.  Raztezal se je od vzhodnega Balkana, ki je bil združen v diocezo Trakijo, preko Male Azije z diocezama Azija in Pont do Bližnjega vzhoda z diocezama Vzhod in Egipt.